# Otopeni
Otopeni là một thị xã thuộc hạt Ilfov, România. Dân số thời điểm năm 2002 là 10220 người.